# 查爾斯·泰特·里根
查爾斯·泰特·里根 FRS（1878年2月1日—1943年1月12日）是一名英國魚類學家，主要從事20世紀初左右的工作。他在魚類分類計劃方面做了大量工作。
他出生於多塞特郡舍伯恩，曾在德比學校和劍橋大學皇后學院接受教育，1901年加入倫敦自然史博物館工作，成為動物學館長，後來擔任整個博物館的館長，任期從1927年至1938年。
1917年，里根獲選為英國皇家學會會士。
里根指導了許多科學家，包括埃瑟爾溫·特魯瓦瓦斯，後者在英國自然史博物館繼續從事他的工作。

## 延伸閱讀
- Regan, C. T. (1908) "A revision of the British and Irish fishes of the genus Coregonus " Annals and Magazine of Natural History 2, 482–490
- Regan, C. T. (1911) The Freshwater Fishes of the British Isles Methuen & Co. Ltd.: London